# KSK Deurne
KSK Deurne – belgijski klub szachowy z siedzibą w dzielnicy Antwerpii – Deurne.

## Historia
Klub został założony w 1958 roku. Początkowo uczestniczył w lokalnych rozgrywkach klubowych. W pierwszej połowie lat 70. w ciągu trzech lat klub awansował z Division 4 do Division 1, wygrywając baraż o awans do najwyższej klasy rozgrywkowej z MSP Mariekerke 3,5:2,5. W 1979 roku klub zdobył wicemistrzostwo Belgii. W składzie drużyny znajdowali się wówczas m.in. Frans Cornelis, Robert Schuermans i Thierry Penson. W roku 1986 klub ponownie zdobył wicemistrzostwo. W latach 90. klub stracił na znaczeniu, kilkukrotnie spadając do Division 2, a następnie awansując. Zawodnikiem klubu był m.in. Andrija Fuderer.  Po spadku w 2006 roku KSK Deurne awansował ponownie w roku 2012. W sezonie 2012/2013 zespół utrzymał się, ale rok później spadł. Był to ostatni sezon KSK na najwyższym szczeblu rozgrywek.